# Can Coll (Sora)
Can Coll és una masia de Sora (Osona) inclosa a l'Inventari del Patrimoni Arquitectònic de Catalunya.

## Descripció
El lloc actualment anomenat Can Coll correspon a un conjunt arquitectònic fruit de diverses èpoques i diverses funcions. Adossat a l'estructura de l'antiga casa, de planta rectangular i teulat a doble vessant, n'hi ha un altre de posterior també de planta rectangular i amb teulat a doble vessant. Els murs són fets amb pedres irregulars i morter en els llocs on no han estat reconstruïts amb ciment. Al costat de la casa es conserven una gran pallissa de tres arcades amb el teulat a doble vessant, construïda amb pedres irregulars i morter a la façana i amb arrebossat als murs laterals. Aquesta pallissa encara funciona com a tal. Tot i que a la casa no s'hi viu regularment encara es conserva com a explotació agrícola i ramadera i les construccions presenten un bon estat de conservació.

## Història
El Mas de Coll ja apareix documentat en el primer document que dona una visió global de la parròquia de Sant Pere de Sora. Aquest és amb motiu de la venda del delme de Sora l'any 1338 feta per Marc de Sant Agustí a Pere de Sala. En aquest hi consten els masos estrictes de la parròquia de Sora i entre ells destaca el Mas de Coll. Pertanyent a la contrada del Pi del terme de Sora, el Coll també apareix esmentat en un plet que tingueren els homes del Pi, que es deien súbdits de la Cambreria de Sant Joan, contra els frares hospitalers, nous senyors de Duocastella, el 1239.